# قانون سوانسون

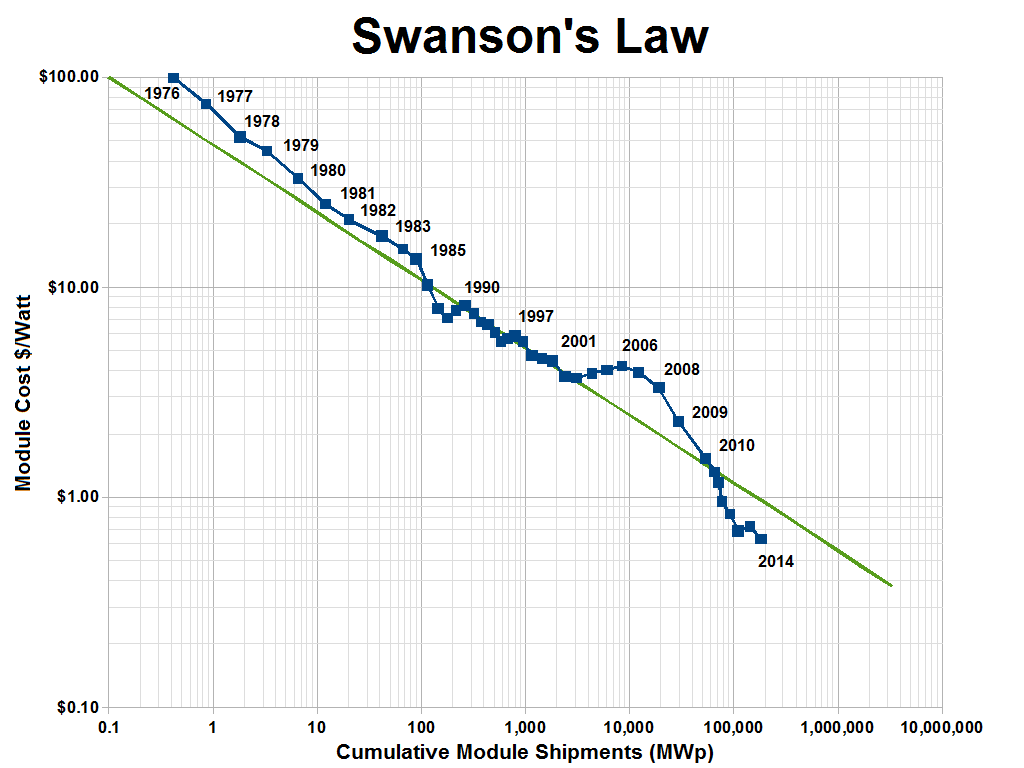
رسم بياني يوضح قانون سوانسون

قانون سوانسون (بالإنجليزية: Swanson's law) هو القانون تمت صياغته من جانب مهندس ورائد في مجال الخلايا الكهروضوئية يسمى «ريتشارد سوانسون». القانون عبارة عن ملاحظة أن سعر وحدات الطاقة الشمسية الضوئية يميل نحو الانخفاض 20% لكل مضاعفة حجم التراكمي الخلايا الكهروضوئية. كان قانون سوانسون يقارن مع قانون مور حيث ان تراجعت تكلفة أسعار البلورية خلية السيليكون الضوئية في عام 1977 كانت 76.67 دولار لكل واط وأصبحت في عام 2014 إلى 0.36 دولار لكل واط.

## وصلات خارجية
- السيليكون: هل يتصدر ثورة تكنولوجية جديدة؟